# Baixo

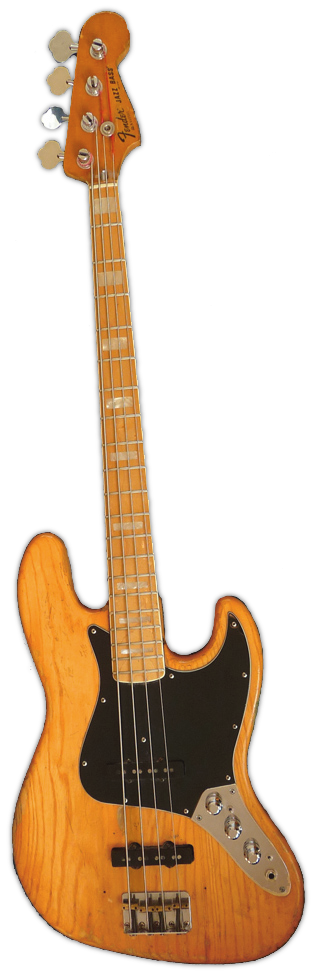
Fender Jazz Bass.

O baixo, também comummente conhecido como guitarra baixo ou até mesmo viola baixo, é um instrumento musical da família das guitarras, que apresenta características harmônicas e melódicas mais graves. Pode ser acústico ou elétrico, sendo o baixo acústico consideravelmente maior que o elétrico.  
O uso desse instrumento tem forte expressão na música tradicional portuguesa.

## Variedades
Entre os baixos mais comummente encontrados estão as seguintes variações:

### Baixo elétrico
O baixo ou baixo elétrico, que pode ser encontrado na maioria das bandas de rock, pop, jazz; possui corpo sólido e captadores para amplificar o seu som. O primeiro foi lançado em 1936.
O baixo elétrico é um instrumento relativamente novo em comparação ao baixo acústico. Lançado no fim de 1951, a criação de Leo Fender ajudou a resolver muitos problemas dos baixistas existentes até então. A revolucionária versão do instrumento musical no século XX foi inspirado na guitarra elétrica Telecaster. Fender batizou o primeiro baixo elétrico de Preconício e era um Precision Bass.

### Contrabaixo
É o instrumento que deu origem ao baixo elétrico e é comumente utilizado em peças orquestrais, na música erudita e no jazz. É tocado na vertical utilizando vara ou simplesmente o pizzicato, o corpo tem o mesmo formato dos instrumentos da família dos violinos, porém pode chegar a ter 1,80m de altura, além de ter cordas específicas para ele e escala sem trastes. Alguns modelos são eletrificados apresentando captadores dentro da caixa acústica e outros modelos desses baixos verticais são totalmente elétricos. Eles são um pouco menores já que não tem a necessidade da caixa acústica avantajada.

### Baixolão (Bras)
É uma versão similar um violão mas com o corpo e braço um pouco maiores, pode ser tocado na mesma postura acústica do violão, onde o músico permanece com o baixo acústico descansando sobre suas pernas na posição horizontal com o músico sentado ou sustentado por uma correia se tocado em pé.

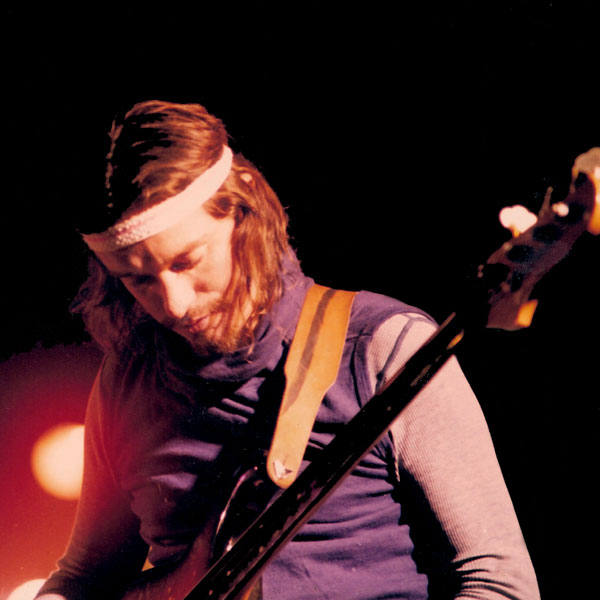
Jaco Pastorius, um expoente do estilo fretless

### Sem trastes oufretless
Fretless ("sem traste") é o nome na língua inglesa para o contrabaixo sem os trastes, estes "ferrinhos" que dividem o braço do instrumento em semitons. O modelo sem trastes é comum entre os contrabaixos clássicos (que fazem parte da seção dos instrumentos de cordas em uma orquestra) e também pode ser encontrado entre os baixos elétricos.

## Cordas
Existem baixos com a mais diversas quantidades de cordas. Pode chegar a ter 18 cordas. Porém, os mais comuns possuem quatro as quais geralmente são em uma oitava abaixo do violão. As afinações mais comuns são:
(Considerando da corda mais aguda para a mais grave)
Em baixos de 4 cordas
- Sol (G), Ré (D), Lá (A) e Mi (E).[6]

Em baixos de 5 cordas tem duas afinações muito comuns que variam de acordo com a corda adicionada sendo à 1ª ou à 5ª
- Sol (G), Ré (D), Lá (A), Mi (E) e Si (B) (afinação padrão)
- Dó (C), Sol (G), Ré (D), Lá (A) e Mi (E)

Em baixos de 6 cordas
- Dó (C), Sol (G), Ré (D), Lá (A), Mi (E) e Si (B)

Em baixos de 7 cordas tem a mesma afinação padrão do baixo de 6 cordas porém acrescentada de uma corda mais aguda seguindo a afinação em quarta das outras cordas
- Fá (F)

Baixos com cordas duplas e triplas
Possuem as mesmas afinações dos baixos com cordas simples porém em duplicatas ou triplicatas, portanto, um baixo com seis cordas em triplicatas chega a 18 cordas.